# Majavansaari
Majavansaari är en ö i Finland. Den ligger i sjön Majavajärvi och i kommunen Ranua i den ekonomiska regionen  Rovaniemi ekonomiska region  och landskapet Lappland, i den norra delen av landet, 700 km norr om huvudstaden Helsingfors. Öns area är 1,4 hektar och dess största längd är 170 meter i öst-västlig riktning.